# Boris Magaš
Boris Magaš (22. srpna 1930, Karlovac, Jugoslávie – 24. listopadu 2013, Záhřeb, Chorvatsko) byl chorvatský architekt.
Magaš studoval architekturu v Záhřebu na Fakultě technických věd Záhřebské univerzity. Poté pracoval jako akademik na několika katedrách téže univerzity. V roce 1967 se stal spolupracovníkem projektové skupiny „Interinženjering“ a o dva roky později i ředitelem Stavebně-projektového závodu v Rijece. V Rijece rovněž vyučoval na místní univerzitě i stavitelství v oblasti výškových budov. V roce 1988 byl zvolen za člena Chorvatské akademie věd. O dva roky později se stal poradcem chorvatského prezidenta v oblasti architektury a urbanistiky.

## Dílo
- Muzeum osvobození v Sarajevu (spolu s Šmidihenem a Horvatem), 1963.
- Hotelový komplex Solaris, Šibenik, 1967.
- Haludovo Palace Hotel, Malinska, Krk, 1968.
- Jesle a školka Vjeverica, Záhřeb, 1973–1975.
- Stadion Poljud, Split, 1979.
- Kostel sv. Nikoly Taveliće a Klášter na Turnići, Rijeka, 1986.
- Kostel Angustina Kažotiće, Volovčica, Záhřeb, 1998

## Ocenění
V roce 1991 byl za celoživotní dílo vyznamenán chorvatskou Cenou Vladimira Nazora.